# Acord de mediu
Acordul de mediu este un act administrativ emis de autoritatea competentă pentru protecția mediului, prin care sunt stabilite condițiile și, după caz, măsurile pentru protecția mediului, care trebuie respectate în cazul realizării unui proiect.

## Când se solicită acordul de mediu?
Acordul de mediu se solicita pentru proiecte publice ori private sau pentru modificareaori extindereaactivităților existente care pot avea impact semnificativ asupra mediului.

## Unde se solicită?
Toate solicitarile de acorduri de mediu, cuprinzând
-notificarea cu respectarea conținutului cadru prevăzut în anexa nr.5A
-certificatul de urbanism cu planurile anexă la acesta
se depun la autoritatea publica pentru protectia mediului pe raza careia se afla amplasamentul ales al proiectului.

## Legislație privind acordul de mediu
OUG 195/2005 privind Protecția Mediului aprobata prin Legea 265/2006.
LEGEA 292/2018 privind evaluarea impactului anumitor proiecte publice și private asupra mediului
PROCEDURA privind evaluarea impactului anumitor proiecte publice și private asupra mediului

## Taxe și tarife
Tarifele se achita in avans, pe etape de procedură, prin virament sau la sediul autorității pentru protecția mediului care are responsabilități în aplicarea procedurii conform competențelor stabilite prin metodologie.
Tarifele pentru derularea procedurii cadru de evaluare a impactului asupra mediului sunt stabilite prin ORDIN 1108 din 2007 privind aprobarea Nomenclatorului lucrărilor și serviciilor care se prestează de către autoritățile publice pentru protecția mediului în regim de tarifare și cuantumul tarifelor aferente.

## Valabilitat
Acordul de mediu este valabil pe toata perioada punerii in aplicare a proiectului.